# Tiffany Dupont
Tiffany Dupont (Colorado Springs, 22 marzo 1981) è un'attrice statunitense.
È conosciuta principalmente per il ruolo di Frannie Morgan nella serie televisiva Greek - La confraternita (2007-2011). È inoltre presente in numerose serie televisive, tra cui Murder in the First, CSI - Scena del crimine, 9-1-1 e American Horror Stories.

## Filmografia

### Cinema
- Una scatenata dozzina (Cheaper by the Dozen), regia di Shawn Levy (2003)
- Una notte con il re (One Night with the King), regia di Michael O. Sajbel (2006)
- Quel genio di Bickford (Bickford Shmeckler's Cool Ideas), regia di Scott Lew (2006)
- Brian Banks - La partita della vita (Brian Banks), regia di Tom Shadyac (2018)

### Televisione
- Prima o poi divorzio! (Yes, Dear) – serie TV, episodio 3x03 (2002)
- Joan of Arcadia – serie TV, episodio 1x02 (2003)
- I Finnerty (Grounded for Life) – serie TV, episodio 4x13 (2004)
- CSI - Scena del crimine (CSI: Crime Scene Investigation) – serie TV, episodio 7x18 (2007)
- Greek - La confraternita (Greek) – serie TV, 40 episodi (2007-2011)
- Melrose Place – serie TV, episodio 1x06 (2009)
- Outlaw – serie TV, episodio 1x01 (2010)
- CSI: NY – serie TV, episodio 7x07 (2010)
- 90210 – serie TV, episodio 3x09 (2010)
- NCIS - Unità anticrimine (NCIS) – serie TV, episodio 8x11 (2011)
- The Big Bang Theory – serie TV, episodio 4x22 (2011)
- The Glades – serie TV, episodio 2x07 (2011)
- CSI: Miami – serie TV, episodio 10x14 (2012)
- Castle – serie TV, episodio 4x22 (2012)
- Franklin & Bash – serie TV, episodio 2x07 (2012)
- Supernatural – serie TV, episodio 8x11 (2013)
- Hawaii Five-0 – serie TV, episodio 3x18 (2013)
- Mom – serie TV, episodio 1x17 (2014)
- NCIS: Los Angeles – serie TV, episodio 5x23 (2014)
- Anger Management – serie TV, episodio 2x64 (2014)
- Reckless – serie TV, episodio 1x08 (2014)
- Murder in the First – serie TV, 6 episodi (2016)
- Scorpion – serie TV, episodio 3x15 (2017)
- Star – serie TV, 3 episodi (2018)
- 9-1-1 – serie TV, 4 episodi (2018-2019)
- Proven Innocent – serie TV, 7 episodi (2019)
- American Horror Stories – serie TV, episodio 1x06 (2021)
- Good Trouble – serie TV, episodio 3x10 (2021)

## Doppiatrici italiane
Nelle versioni in italiano delle opere in cui ha recitato, Tiffany Dupont è stata doppiata da:
- Domitilla D'Amico in Greek - La confraternita, CSI: NY, The Glades, Castle
- Ilaria Latini in CSI - Scena del crimine
- Francesca Manicone in NCIS - Unità anticrimine
- Irene Di Valmo in CSI: Miami
- Gaia Bolognesi in Hawaii Five-0
- Chiara Gioncardi in NCIS: Los Angeles
- Mattea Serpelloni in 9-1-1